# Zonosaurus maximus
Zonosaurus maximus là một loài thằn lằn trong họ Gerrhosauridae. Loài này được Boulenger mô tả khoa học đầu tiên năm 1896.